# Pedagogía negra

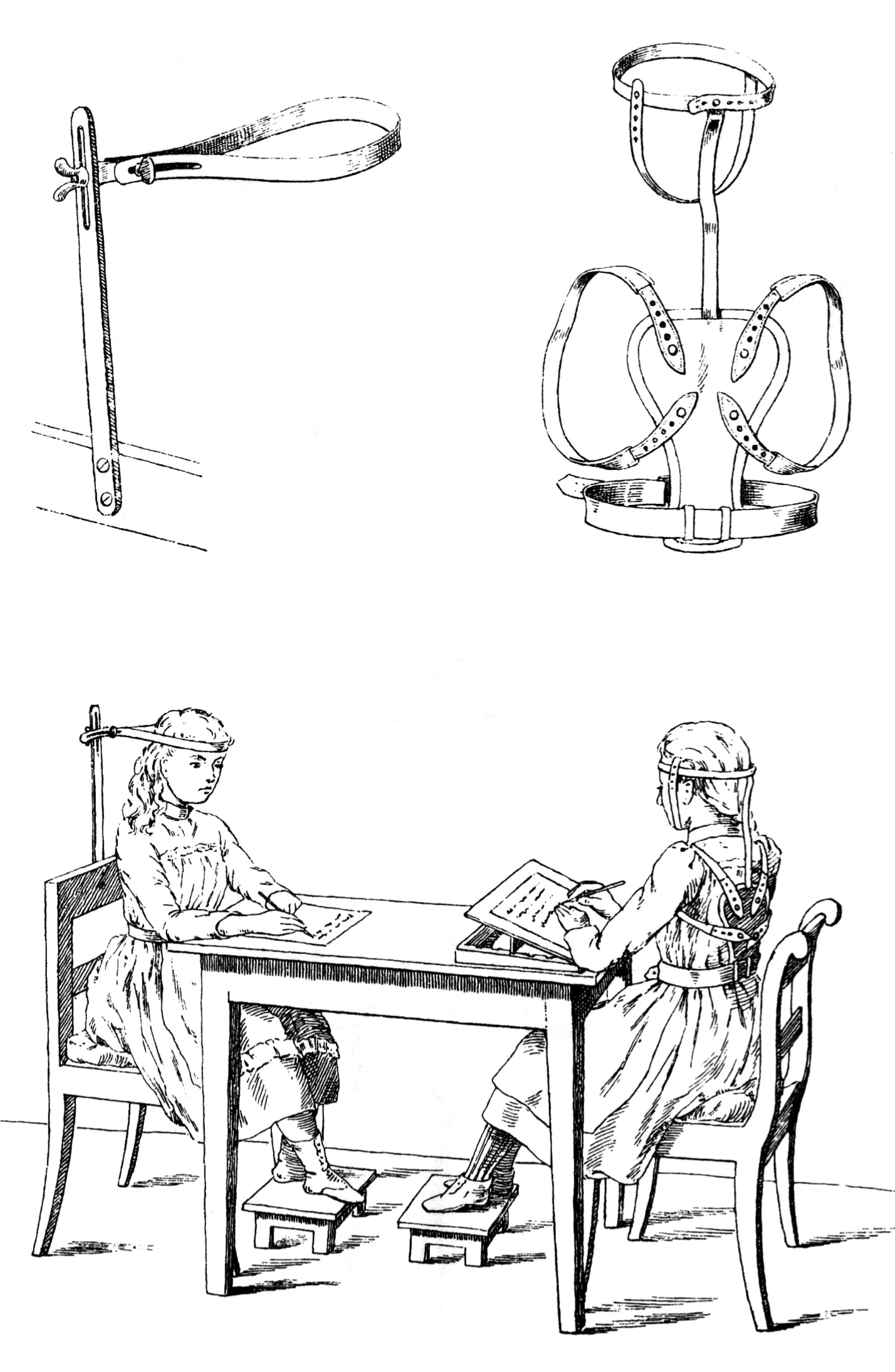
Aparato de Moritz Schreber para obligar los niños a mantenerse rectos

La pedagogía negra (en alemán: schwarze Pädagogik) o pedagogía venenosa (en inglés: black pedagogy, a su vez de una traducción libre del alemán) es una forma de educación represiva que pretende someter a los niños por diversos métodos que incluyen los castigos físicos como la manipulación mental.
Esta noción ha sido definida por Katharina Rutschky en su obra Schwarze Pädagogik. Quellen zur Naturgeschichte der bürgerlichen Erziehung (1977) y popularizada algunos años más tarde por Alice Miller en su libro Por tu propio bien (1980). Ambas han denunciado los mecanismos destructores.
Moritz Schreber, el padre de Daniel Paul Schreber, es uno de los principales adeptos de este tipo de educación.